# 全国创新争先奖
全国创新争先奖是中华人民共和国的国家科技奖项，由中国科协联合人力资源社会保障部、科技部、国务院国资委共同设立，是仅次于国家最高科学技术奖的一个科技人才大奖。主要表彰在科学研究、技术开发、重大装备和工程攻关、转化创业、科普及社会服务方面做出卓越贡献的科技工作者和集体。每三年评选表彰一次，每次表彰10个科研团队授予奖牌，表彰不超过30个科技工作者授予奖章，表彰不超过300名科技工作者授予奖状。

## 历届获奖者
- 首届全国创新争先奖于2017年5月评出，共评选产生10个奖牌获奖团队，28名奖章获奖人选，254名奖状获奖人选[2][3]。
- 第二届全国创新争先奖表彰奖励大会于2020年5月30日在北京举行，共有10个团队获得全国创新争先奖牌，28名科技工作者获得全国创新争先奖章，258名科技工作者获得全国创新争先奖状[4]。